# Asthenoptycha
Genre
Asthenoptycha est un genre de lépidoptères (papillons) de la famille des Tortricidae.

## Liste des espèces
Selon Tortricid.net :
- Asthenoptycha conjunctana (Walker, 1863)
- Asthenoptycha craterana (Meyrick, 1881)
- Asthenoptycha encratopis (Meyrick, 1920)
- Asthenoptycha epiglypta Meyrick, 1910
- Asthenoptycha hemicryptana Meyrick, 1881
- Asthenoptycha heminipha (Turner, 1916)
- Asthenoptycha iriodes (Lower, 1898)
- Asthenoptycha sphaltica Meyrick, 1910
- Asthenoptycha sphenotoma (Turner, 1945)
- Asthenoptycha tolmera (Turner, 1945)